# Кузнецов, Дмитрий Аркадьевич
Дми́трий Арка́дьевич Кузнецо́в (1922 год, Гагино, Нижегородская губерния — 14 января 1945 года, Лагув, Польша) — Герой Советского Союза.

## Биография
Родился в 1922 году в селе Гагино Гагинского района Нижегородской области в семье служащего, ветеринарного врача. Русский. С 1935 года жил в селе Большое Маресьево Лукояновского района Горьковской области. Здесь же окончил среднюю школу. До войны работал старшим пионервожатым, учителем, заведующим отделом Лукояновского райкома комсомола. После начала войны был оставлен в тылу на ответственной работе. В сентябре 1941 года избран первым секретарём Большемаресьевского райкома ВЛКСМ. Член КПСС с 1943 года. В 1943 году получил известие о гибели невесты, которая воевала санинструктором. После этого, в середине 1943 года добился отправки на фронт. После окончания курсов политработников и присвоения звания младший лейтенант в октябре 1944 года был направлен на фронт комсоргом 23-го отдельного штурмового батальона 61-го стрелкового корпуса.
Свой подвиг совершил в 14 января 1945 года при прорыве обороны противника на Пулавском плацдарме в бою за населённый пункт Лагув (Łagów) (10 км восточнее города Зволень, Польша). Когда под пулемётным огнём вторая рота залегла, личным примером поднял бойцов в атаку. Забросал гранатами два дзота и, не имея больше гранат, закрыл телом амбразуру третьего дзота.
Похоронен на братском кладбище в Лагуве (Польша).
Указом Президиума Верховного Совета СССР от 6 апреля 1945 года младшему лейтенанту Кузнецову Дмитрию Аркадьевичу присвоено звание Героя Советского Союза посмертно.

## Память
- Бюст героя установлен в селе Большое Маресьево.
- Школе, где он учился и работал, присвоено его имя.
- На здании школы установлена мемориальная доска.
- Его именем названы улицы в сёлах Большое Маресьево и Гагино.